# Glòbul vermell

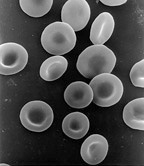
Glòbuls vermells humans

Els glòbuls vermells o glòbuls rojos, hematies o eritròcits (del grec erythos, 'vermell' i kytos, 'clot', actualment traduït com a 'cèl·lula') són les cèl·lules sanguínies més comunes i són el principal mitjà d'aportació d'oxigen als teixits corporals dels vertebrats. També interfereix en la digestió i en l'absorció dels lípids a l'intestí.
Van ser descrits per primer cop el 1658 pel biòleg neerlandès Jan Swammerdam, amb l'ajuda d'un microscopi. Un esquistòcit és un glòbul vermell en procés de fragmentació, o un fragment de glòbul vermell. En condicions normals hi ha 4.500.000 hematies per mm³ fent que sigui el tipus de cèl·lules més comunes en sang. La vida mitjana dels glòbuls vermells és de 120 dies.
Els eritròcits transporten oxigen mitjançant l'hemoglobina, una molècula complexa situada a l'hemimembrana externa dels eritròcits com a proteïna perifèrica, els àtoms de ferro de la qual formen enllaços temporals amb les molècules d'oxigen als pulmons o a les brànquies, i les deixen anar arreu del cos. L'hemoglobina també s'encarrega de transportar el diòxid de carboni (CO₂) de rebuig des dels teixits enfora. (Menys del 2% de l'oxigen total i la major part del CO també són transportats en dissolució al plasma sanguini. El 95% del pes sec del glòbul vermell és de l'hemoglobina que és qui li dona aquest color vermellós a l'hematia i, per tant, a la sang. Una substància relacionada, la mioglobina, s'encarrega d'emmagatzemar O₂ a les cèl·lules musculars.

## Procés de generació
Els eritòcits es produeixen en la medul·la òssia, a partir de cèl·lules mare que es multipliquen a gran velocitat. La producció de glòbuls vermells està regulada per l'eritropoesi, que és una hormona glicoprotèica produïda pel ronyó. Una disminució de l'oxigenació dels teixits augmenta la producció d'aquesta, que actua en la medul·la òssia estimulant la producció de glòbuls vermells. La vitamina B₁₂, l'àcid fòlic i el ferro, (necessari per a la producció d'hemoglobina) són essencials per a la producció d'eritròcits.

## Índexs de glòbuls vermells
Els índexs de glòbuls vermells (GR) són part del recompte sanguini complet (CSC) i s'utilitzen per a ajudar a diagnosticar la causa d'anèmia, una afecció en la qual hi ha molt pocs glòbuls vermells.
- El Volum corpuscular mitjà (VCM) dona idea de la grandària mitjana de cada eritròcit. Aquest valor es pot obtenir per mitjà de comptadors electrònics. La mida de l'eritròcit és fàcilment deduïble per fórmula o mentalment.

- HCM i CHCM. Els valors de CHCM i HCM es calculen a partir de l'hemoglobina (HGB), l'hematòcrit (Hct) i el recompte de glòbuls vermells (GR)[10]
  - La quantitat d'hemoglobina per glòbul vermell (HCM)
    - HCM = HGB / recompte de GR

  - La quantitat d'hemoglobina relativa a la mida de la cèl·lula (concentració d'hemoglobina) per glòbul vermell (CHCM) 

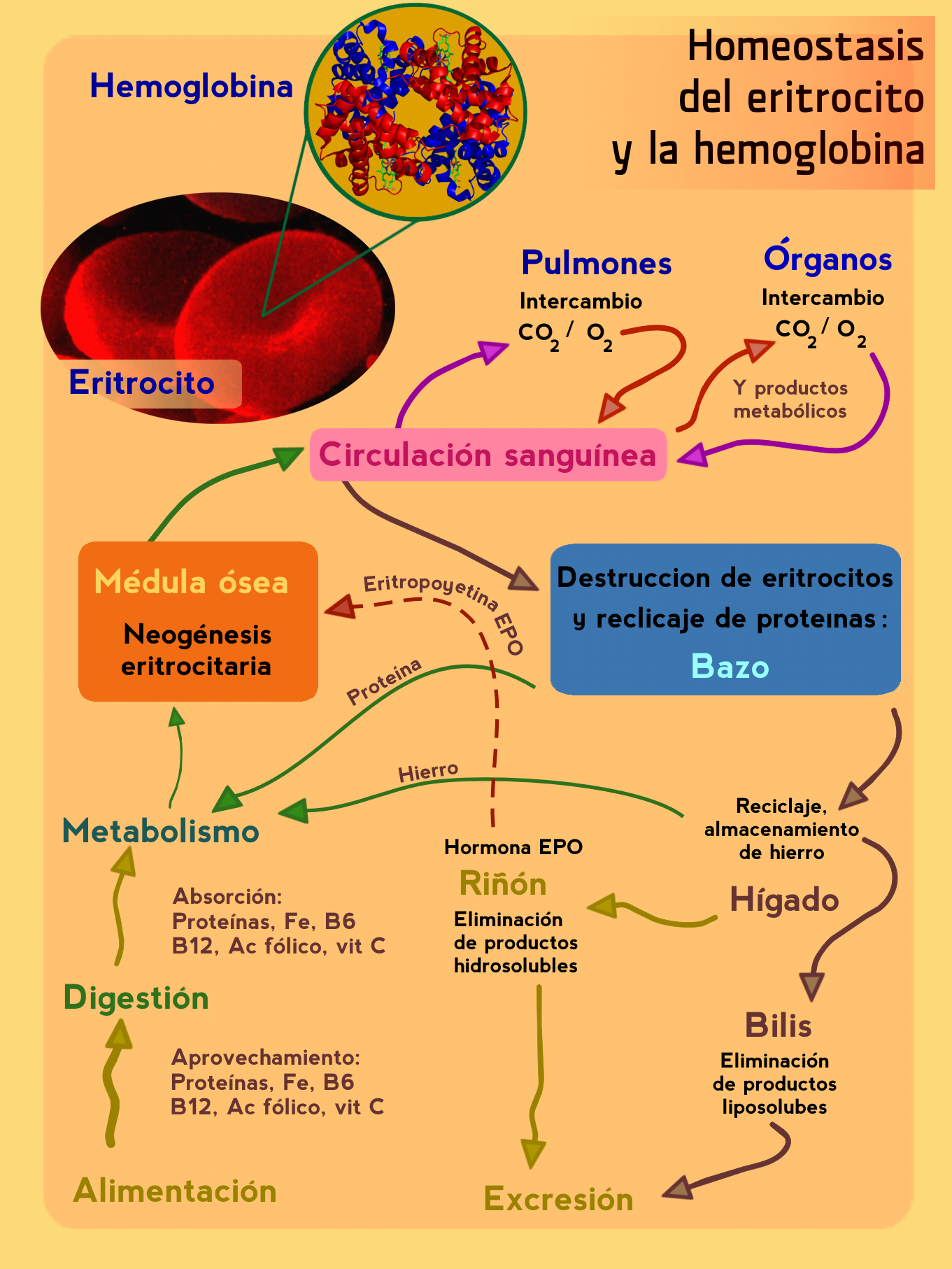
Hemostasis de l'eritròcit i l'hemoglobina

    - CHCM = HGB / Hematòcrit

## Vida funcional
En condicions normals la producció d'eritròcits constitueix una quantitat constant, al voltant de 30 ml per quilogram de pes corporal. Els eritròcits viuen, en l'ésser humà, 120 dies. Aquest fet determina la necessitat d'un reemplaçament immediat per impedir que es modifiqui el volum d'eritròcits circulants. Al voltant de 20 ml d'eritròcits desapareixen per dia de la circulació i, per tant, idèntica quantitat ha de ser produïda per l'organisme en el mateix lapse. El procés d'eritropoesi en l'ésser humà demora entre 5 i 6 dies, i ocorre en la medul·la òssia de l'estèrnum, dels ossos llargs i de les costelles.

## Morfologia
La forma bicòncava permet a l'eritròcit tenir una gran superfície en relació al seu volum. D'aquesta manera, s'afavoreix l'intercanvi d'O₂ i CO₂ entre l'interior de l'eritròcit i el plasma sanguini. Els eritròcits són a l'interior dels vasos sanguinis.
L'eritròcit no té nucli cel·lular ni orgànuls. Cada un té centenars de milions de molècules d'hemoglobina. Aquestes molècules són esferes compostes per uns deu mil àtoms d'hidrogen, carboni, nitrogen, oxigen i sofre, a més de quatre àtoms més pesats de ferro. Són aquests àtoms els que fan que la sang pugui transportar oxigen. L'hemoglobina és la que s'encarrega de retirar el CO₂ dels teixits i portar-lo als pulmons perquè sigui expulsat.
Els eritròcits només presenten citoesquelet i enzims envoltats per la membrana plasmàtica.
El citoesquelet de l'eritròcit és molt important, ja que li proporciona la seva forma bicòncava i li permet suportar les grans tensions mecàniques a les quals es veu sotmès durant el seu pas pels fins capil·lars. De fet, existeixen alteracions en les proteïnes que conformen el citoesquelet que porten a la formació d'eritròcits amb formes anormals. Aquests eritròcits anòmals són més propensos a fragmentar-se originant quadres d'anèmia hemolítica.

## Eritròcits sintètics
S'han començat a crear al laboratori eritròcits a partir d'estructures polimèriques rodones (uns compostos químics) a les quals se'ls ha donat la seva forma. A partir d'aquí, s'han canviat les propietats d'aquestes estructures per aconseguir les mateixes característiques que mostren els eritròcits, entre elles la capacitat de passar per vasos més petits. És un procés de diverses fases en què es van introduint les estructures sintètiques en diferents solucions (sodi i altres compostos) fins a obtenir les propietats desitjades.
Introduint oxigen es va comprovar que eren capaços de transportar-lo i veient que aquestes cèl·lules sintètiques podien travessar capil·lars petits es considera que a més de les potencials aplicacions biomèdiques, aquests glòbuls sintètics podrien convertir-se en els candidats ideals per a alliberar fàrmacs en l'organisme, per la seva capacitat per arribar a zones vasculars a què altres 'transports' no tenen accés. A més aquestes estructures són biodegradables i la seva descomposició no és tòxica pel cos.

## Desenvolupament morfològic
- Etapes de maduració:[17]
  - Proeritroblast: Les cèl·lules primitives de la sèrie eritrocítica són semblants a les altres cèl·lules no diferenciades o "blastes". En les formes més joves, el citoplasma es tenyeix de blau clar, però en les formes més avançades (que s'observen amb major freqüència), té un tint vermellós superposat que li confereix un color fosc, bastant semblant al de certs plasmòcits.
  - Eritroblast basòfils: Es distingeix de l'eritroblast per un aspecte més tosc de la cromatina i nuclèols poc diferents o absents. El citoplasma conté quantitats variables d'hemoglobina d'un matís vermellós amb predominació de blau.
  - Eritroblast Policromatòfil: Són més petits que els eritroblasts basòfils, tenen relativament més citoplasma i presenten tons vermells i blaus mixtos. La cromatina nuclear és gruixuda i irregularment condensada, ja no es distingeixen nuclèols.
  - Eritroblast ortocromàtica: Presenta un citoplasma predominantment vermell, amb lleuger matís blau residual. El nucli relativament petit té cromatina compacta. És blau negrós i degenerat.
  - Reticulòcits: Són cèl·lules anucleades predecessores dels eritròcits amb la diferència que tenen grànuls de ribosomes i algunes mitocondris que els són útils per sintetitzar el 35% de l'hemoglobina restant.
  - Eritròcit difusament basòfil: Aquestes cèl·lules han perdut el nucli, però encara presenten un matís blavós. Solen ser més grans que les cèl·lules més madures i les senils. Quan es tenyeixen amb blau de metilè i altres colorants supravitals abans de fixar-se, aquestes cèl·lules revelen un reticle granulofilamentós (polisomes i reticle endoplasmàtic).

## Malalties associades

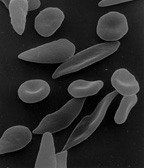
Anèmia de cèl·lules falciformes

- Anèmia. Síndrome caracteritzada per la baixa capacitat de la sang de transportar oxigen, a causa d'un nombre insuficient o anormalitat de glòbuls vermells o a causa d'una anormalitat en l'hemoglobina.[18]

Tipus d'anèmia:
- - Anèmia aplàstica.
  - Anèmia ferropènica.
  - Anèmia perniciosa. Anèmia megaloblàstica per dèficit de vitamina B₁₂.
- Malària. Causada per un paràsit que roman part del seu cicle de vida als eritròcits i s'alimenta d'hemoglobina.
- Síndrome hemolítica.
  - Anèmia hemolítica
- Hemoglobinopaties:
  - Talassèmia
  - Anèmia de cèl·lules falciformes. Malaltia genètica que comporta la producció de glòbuls vermells anormals.

## Inclusions intraeritrocitàries
- Substància granulofilamentosa: Es dona en aquells glòbuls vermells que tenen restes ribosòmiques agregades. És pròpia dels reticulòcits.
- Cossos de Heinz: Són precipitacions d'hemoglobina. Consisteix en una sèrie de petites granulacions que se situen en la perifèria de les hematies. Es produeix en malalties congènites.
- Cossos de Howen-Jolly: És un residu nuclear. Procedeixen de la degradació del nucli dels eritoblasts per elements del sistema mononuclear fagocític del moll de l'os.[19]
- Cossos de Pappenheimer: També s'anomenen grànuls sieròtics. Són acumulacions d'hemosiderina unida a les proteïnes.
- Puntejat basòfil: Poden ser agregats ribosòmics originaris per una degeneració vacuolar del citoplasma o precipitats de cadenes globulíniques lliures. Consisteix en puntets basòfils, amb les tincions habituals, de mida variable i dispersos per tota la superfície de l'hematia.
- Anells de cabot: Estan formats per restes de la membrana nuclear o de microtúbuls. Consisteix en una espècie de fils basòfils.
- Inclusions parasitàries: Són les que es troben en les hematies parasitaris per diferents formes evolutives del plasmidi.

## Alteracions

### Alteracions de mida
- Anisocitosi: Es dona quan en una mostra de sang hi ha hematies de diferents mides, es pot donar en persones que han rebut una transfusió de sang.
- Microcitosi: La mida de les hematies està per sota als valors de referència, inferior a les 7μm de longitud i els 80fL de volum, es produeix en les talassèmies i en les anèmies ferropèniques.
- Macrocitosi: Quan la mida de les hematies està per sobre els valors de referència, superior als 8μm de longitud i els 100fL de volum, es dona en la gent alcohòlica.
- Megalocitosi: Quan la mida de les hematies és molt més alt dels valors de referència, per sobre na longitud de 11μm, es dona en les anèmies megaloblàstiques.[20]

### Alteracions de forma
- Acantocitosi: Hematies amb espícules de longitud i posició irregular, es troben en la cirrosi hepàtica.
- Dianocitosi: Hematies amb forma de barret mexicà, vistos frontalment semblen una diana, d'aquí el seu nom, es produeixen en les talassèmies.
- Drepanocitosi: Hematies amb forma de falç, apareixen en les anèmies falciformes.
- Eliptocitosi: Hematies amb forma d'el·lipse, es donen en les anèmies ferropèniques, les megaloblàstiqus i en la mielofibrosi.
- Equinocitosi: Hematies amb espícules petites i distribuïdes regularment per tot l'hematia.
- Esferocitosi: Hematies amb forma esfèrica, es dona en anèmies hemolítiques autoimmunes.
- Esquistocitosi: Hematies fragmentats, es dona en anèmies hemolítiques microangioàtiques.
- Estomatocitosi: Hematies amb una invaginació central amb forma de boca, es dona en l'alcoholisme.
- Excentrocitosi: Hematies que tenen tota o gairebé tota la seva hemoglobina concentrada en un dels seus pols, es dona per un dèficit de la glucosa 6-fosfat deshidrogenasa.
- Keratocitosi: Hematies amb forma de lluna creixent, es dona en anèmies hemolítiques microangiopàtiques.
- Poiquilocitosi: Hematies amb una prolongació allargada, tenen una forma similar a una raqueta, es dona en les talassèmies.[21][22][23]